# Včelákov
Včelákov település Csehországban, a Chrudimi járásban. Včelákov Vysočina, Hlinsko, Holetín, Miřetice és Tisovec településekkel határos. Lakosainak száma 568 fő (2024. január 1.).

## Népesség
A település lakosságának változását az alábbi diagram mutatja:
| Lakosok száma | 1328 | 1225 | 1156 | 847  | 651  | 548  | 543  | 550  | 554  | 568  |
|               | 1869 | 1890 | 1921 | 1950 | 1980 | 2001 | 2017 | 2019 | 2022 | 2024 |